# Mickaël Alphonse
Mickaël Alphonse, né le 12 juillet 1989 à Champigny-sur-Marne, est un footballeur français, international guadeloupéen, qui évolue au poste de défenseur.

## Biographie

### Débuts dans le football
Né en 1989 à Champigny-sur-Marne, Mickaël Alphonse commence sa carrière en National à Louhans-Cuiseaux. Il réalise ses débuts le 7 septembre 2007 contre le Pau FC en remplaçant Hicham Elouaari. Le 7 novembre 2008, il inscrit un doublé sur la pelouse de Cherbourg lors d'une victoire deux buts à un, pour ce qui constitue ses premiers buts en championnat. 
Il rejoint ensuite le FC Rouen alors en National à l'été 2010, puis l'AS Moulins en CFA un an plus tard.

### Débuts professionnels à Bourg
Il reste en CFA deux saisons avant de s'engager en faveur de Bourg-Péronnas lors de l'été 2013. Il y trouve rapidement une place importante et lors de sa deuxième saison avec le club bressan, il fait partie de l'équipe qui termine troisième du championnat, et permet ainsi au club de l'Ain d'atteindre la Ligue 2 pour la première fois dans l'histoire du club. Pour sa première saison en Ligue 2, il participe à trente-trois rencontres et inscrit trois buts.

### FC Sochaux-Montbéliard
En juin 2016, il signe au Football Club Sochaux-Montbéliard un contrat de deux saisons. Le 29 juillet pour sa première apparition en tant que titulaire chez les lionceaux son équipe s'impose trois buts à un contre l'ES Troyes.

### Découverte de la Ligue 1 avec le Dijon FCO
Libre après deux saisons dans le club sochalien, il signe pour trois ans au Dijon FCO, le 25 juin 2018 et va évoluer pour la première fois de sa carrière en Ligue 1. Il marque son premier but lors de sa première titularisation sous ses nouvelles couleurs face à l’AS Monaco. En concurrence avec l'international marocain Fouad Chafik, il doit souvent se contenter d'une place de remplaçant.

### Retour en Ligue 2 au Amiens SC
En manque de temps de jeu à Dijon, Mickaël Alphonse s'engage le 21 août 2020 avec l'Amiens SC, relégué en Ligue 2, pour un contrat de deux ans.

### Courte pige en Israël puis retour en Ligue 1 avec l'AC Ajaccio
Le 3 février 2022, il résilie son contrat avec le club picard pour signer au Maccabi Haïfa avec qui il remporte le championnat, le seul titre de sa carrière et est finaliste de la Coupe d'Israël.
Le 1er juillet 2022, il retourne en France en signant à l'AC Ajaccio, tout juste promu en Ligue 1 mais ne peut empêcher le club de redescendre dès la fin de saison.
Le 2 septembre 2023, alors qu'il était absent du groupe ajaccien lors des quatre premières journées de Ligue 2, son contrat est résilié d'un commun accord. Le 22 novembre 2023, il annonce sa retraite.

## Statistiques
| Saison                | Club                   | Championnat           | Championnat | Championnat | Coupe nationale | Coupe nationale | Coupe de la Ligue | Coupe de la Ligue | Total | Total |
| Saison                | Club                   | Division              | M.          | B.          | M.              | B.              | M.                | B.                | M.    | B.    |
| 2007-2008             | CS Louhans-Cuiseaux    | National              | 3           | 0           | -               | -               | -                 | -                 | 3     | 0     |
| 2008-2009             | CS Louhans-Cuiseaux    | National              | 23          | 5           | 2               | 0               | -                 | -                 | 25    | 5     |
| 2009-2010             | CS Louhans-Cuiseaux    | National              | 32          | 3           | 2               | 0               | -                 | -                 | 34    | 3     |
| Sous-total            | Sous-total             | Sous-total            | 58          | 8           | 4               | 0               | -                 | -                 | 62    | 8     |
| 2010-2011             | FC Rouen               | National              | 17          | 0           | 3               | 0               | -                 | -                 | 20    | 0     |
| Sous-total            | Sous-total             | Sous-total            | 17          | 0           | 3               | 0               | -                 | -                 | 20    | 0     |
| 2011-2012             | AS Moulins             | CFA                   | 14          | 0           | -               | -               | -                 | -                 | 14    | 0     |
| 2012-2013             | AS Moulins             | CFA                   | 28          | 1           | 3               | 0               | -                 | -                 | 31    | 1     |
| Sous-total            | Sous-total             | Sous-total            | 42          | 1           | 3               | 0               | -                 | -                 | 45    | 1     |
| 2013-2014             | FC Bourg-Péronnas      | National              | 29          | 0           | 2               | 0               | -                 | -                 | 31    | 0     |
| 2014-2015             | FC Bourg-Péronnas      | National              | 24          | 1           | 1               | 0               | -                 | -                 | 25    | 1     |
| 2015-2016             | Bourg-en-Bresse 01     | Ligue 2               | 33          | 3           | 3               | 0               | 3                 | 0                 | 39    | 3     |
| Sous-total            | Sous-total             | Sous-total            | 86          | 4           | 6               | 0               | 3                 | 0                 | 95    | 4     |
| 2016-2017             | FC Sochaux-Montbéliard | Ligue 2               | 34          | 0           | 1               | 0               | 5                 | 0                 | 40    | 0     |
| 2017-2018             | FC Sochaux-Montbéliard | Ligue 2               | 24          | 2           | 3               | 1               | -                 | -                 | 27    | 3     |
| Sous-total            | Sous-total             | Sous-total            | 58          | 2           | 4               | 1               | 5                 | 0                 | 67    | 3     |
| 2018-2019             | Dijon FCO              | Ligue 1               | 13          | 1           | 2               | 0               | 1                 | 0                 | 16    | 1     |
| 2019-2020             | Dijon FCO              | Ligue 1               | 17          | 0           | 2               | 0               | 1                 | 0                 | 20    | 0     |
| Sous-total            | Sous-total             | Sous-total            | 30          | 1           | 4               | 0               | 2                 | 0                 | 36    | 1     |
| 2020-2021             | Amiens SC              | Ligue 2               | 34          | 3           | -               | -               | -                 | -                 | 34    | 3     |
| 2021-2022             | Amiens SC              | Ligue 2               | 16          | 1           | 1               | 0               | -                 | -                 | 17    | 1     |
| Sous-total            | Sous-total             | Sous-total            | 50          | 4           | 1               | 0               | -                 | -                 | 51    | 4     |
| 2022-2023             | Maccabi Haïfa          | Ligat Ha'Al           | 15          | 0           | 3               | 0               | -                 | -                 | 18    | 0     |
| 2022-2023             | AC Ajaccio             | Ligue 1               | 26          | 0           | 2               | 0               | -                 | -                 | 28    | 0     |
| 2023-2024             | AC Ajaccio             | Ligue 2               | 4           | 0           | -               | -               | -                 | -                 | 4     | 0     |
| Sous-total            | Sous-total             | Sous-total            | 30          | 0           | 2               | 0               | -                 | -                 | 32    | 0     |
| Total sur la carrière | Total sur la carrière  | Total sur la carrière | 386         | 20          | 30              | 1               | 10                | 0                 | 426   | 21    |

## Palmarès
Il est champion d'Israël en 2022 et finaliste de la Coupe d'Israël en 2022 avec le Maccabi Haïfa.
Il est également vice-champion de National en 2015 avec le FC Bourg-Péronnas.